# Ilex pubigera
Ilex pubigera là một loài thực vật có hoa trong họ Aquifoliaceae. Loài này được (C.Y. Wu) S.K. Chen & Y.X. Feng mô tả khoa học đầu tiên năm 1999.